# Hippodamia undecimnotata
Hippodamia undecimnotata је инсект из реда тврдокрилаца (Coleoptera) и породице бубамара (Coccinellidae).

## Опис
Глава је црна са белом шаром напред. Пронотум је црн са два бела троугла напред. Покрилца су окер, црвена или оранж и тамне временом, са 10 заобљених црних тачка уједначене величине и једном већом, напред по средини. Дужина овалног тела износи 3–6 mm.

## Распрострањење и станиште
Живи у већем делу Европе, одсутна је из Шпаније, Немачке и Скандинавије. У Србији средње честа врста, чешће у равници него на планинама. Омиљена су јој слана станишта, па је код нас најчешћа на слатинама.